# Könsobalansen på Wikipedia

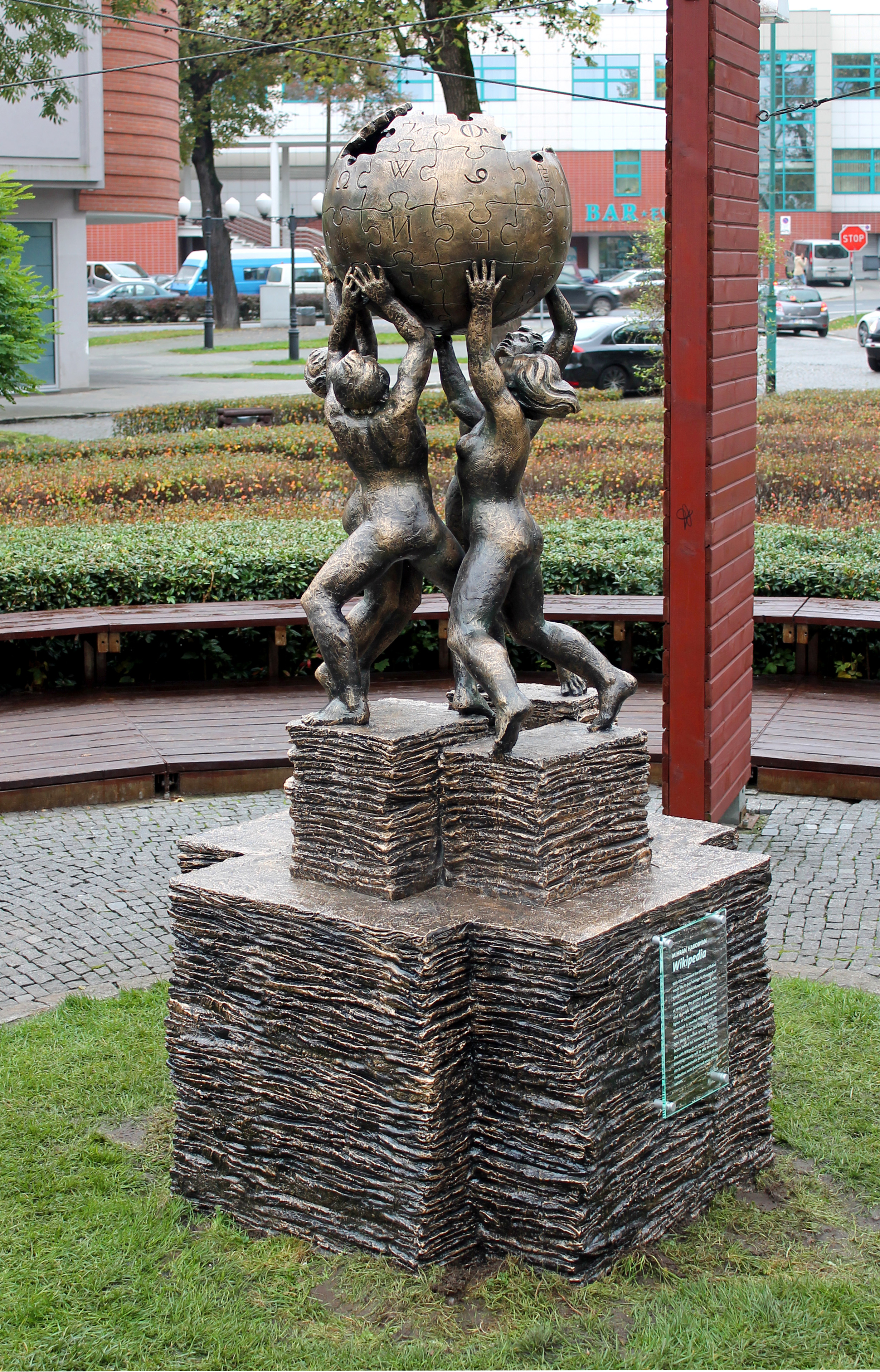
Wikipedia-monumentet i Słubice, Polen har både manliga och kvinnliga redigerare. Den ursprungliga skissen innehöll endast män.

Könsglappet på Wikipedia, eller könsobalansen på Wikipedia, hänvisar till det faktum att de flesta redigerare på Wikipedia är män, det faktum att relativt få biografier på Wikipedia handlar om kvinnor, samt att ämnen som röner större intresse bland kvinnor är mindre väl bevakade.
I en undersökning från 2018 av 12 olika språkversioner av Wikipedia, samt av ett antal projekt av Wikimedia Foundation, rapporterade 90% av de deltagande Wikipediaredigerarna att de var män, 8,8% att de var kvinnor och 1% identifierade sig som icke-binära. Bland redigerarna på engelska Wikipedia identifierade sig 13,6% som kvinnor och 1,7% som icke-binära.  Sedan 2011 har andra studier, främst fokuserade på engelska Wikipedia, uppskattat andelen kvinnliga redigerare till upp till 20%.
Könsobalansen tas ibland upp som en del av en mer allmän kritik rörande Wikipedia och partiskhet på Wikipedia.
2015 tillkännagav Wikipedia-grundaren Jimmy Wales att encyklopedin inte lyckades nå sitt mål att behålla 25% kvinnliga redigerare. Program som edit-a-thons och Women in Red har utvecklats för att uppmuntra kvinnliga redigerare och öka bevakningen av "kvinnoämnen". Växande bevis tyder på att dessa ansträngningar leder framåt.
2010 presenterade FN:s universitet och UNU-MERIT tillsammans resultaten av en global Wikipedia-undersökning. En artikel från New York Times den 30 januari 2011 citerade detta Wikimedia Foundation- samarbete, vilket visade att färre än 13% av redigerarna på Wikipedia är kvinnor. Sue Gardner, då verkställande direktör för stiftelsen, sa att en ökad mångfald handlade om att göra encyklopedin "så bra som den kan bli". Artikeln nämnde bland olika faktorer som möjligen kan avskräcka kvinnor från att redigera "den tvångsmässigt faktaälskande sfären," sammankopplingar med "hackerkretsar" samt vikten av att vara "öppen för svårhanterliga människor med hög konfliktbenägenhet, till och med kvinnohatare."  2013 bestreds resultaten av en undersökning av Hill och Shaw, vilka med hjälp av korrigerande uppskattningstekniker kom till slutsatsen att statistiken borde korrigeras uppåt, till att ge 22,7% vuxna amerikanska kvinnliga redigerare, 16,1% totalt.

En studie som publicerades 2014 fann att det också finns ett "Internetkompetensglapp" när det gäller Wikipediaredigerare. Författarna fann att de mest sannolika Wikipediaredigerarna är högkvalificerade män, och att det inte finns någon könsklyfta bland lågkvalificerade redigerare. De drog slutsatsen att "kompetensklyftan" förvärrar könsklyftan bland redigerare.  Under 2010–14 utgjorde kvinnor 61% av deltagarna i högskolekurser som arrangerades av Wiki Education Foundation, vilka inkluderade redigering av Wikipedia som en del av läroplanen. Deras bidrag visade sig skifta Wikipedias innehåll från popkultur och STEM till samhällsvetenskap och humaniora. En studie från 2017 visade att kvinnor som deltog i redigeringen av en sida med Wikipedia-lik struktur, tenderade att uppfatta övriga redigerare i samarbetet som manliga, samt att uppfatta deras respons som mer kritisk än när den andra redigeraren var könsneutral. Studien kom fram till:
...att närvaron av synliga kvinnliga redigerare på Wikipedia samt mer uppmuntran av användandet av konstruktiv feedback kan bidra till att förbättra en del av den nuvarande könsobalansen på Wikipedia. [...] Dessutom kan den relativt höga andelen anonyma redigerare förvärra könsobalansen på Wikipedia, eftersom anonymiteten ofta kan uppfattas som manlig och mer kritisk.